# Швейцария на летних Олимпийских играх 1924
Швейцария принимала участие в Летних Олимпийских играх 1924 года в Париже (Франция) в восьмой раз за свою историю, и завоевала семь золотых, десять бронзовых и восемь серебряных медалей. Сборная страны состояла из 141 спортсмена (136 мужчин, 5 женщин).

## Медалисты
| Медаль  | Спортсмен | Вид спорта            | Дисциплина                                  |
| ------- | --- | --------------------- | ------------------------------------------- |
| Золото  | Альфонс Гемузеус | Конный спорт          | Конкур, личное первенство                   |
| Золото  | Аугуст Гюттингер | Спортивная гимнастика | Мужчины, брусья                             |
| Золото  | Йозеф Вильгельм | Спортивная гимнастика | Мужчины, конь                               |
| Золото  | Эдуар Кандево Альфред Фельбер Эмиль Лашапель | Академическая гребля  | Мужчины, двойки распашные с рулевым         |
| Золото  | Эмиль Альбрехт Альфред Пробст Ойген Зигг Ханс Вальтер Вальтер Лоссли                                                                                             | Академическая гребля  | Мужчины, четвёрки распашные с рулевым       |
| Золото  | Герман Гери | Борьба                | Мужчины, вольная борьба, до 72 кг           |
| Золото  | Фриц Хагеман | Борьба                | Мужчины, вольная борьба, до 79 кг           |
| Серебро | Пауль Мартин | Лёгкая атлетика       | Мужчины, 800 м                              |
| Серебро | Вильгельм Шерер | Лёгкая атлетика       | Мужчины, 1500 м                             |
| Серебро | Жан Гутвенигер | Спортивная гимнастика | Мужчины, конь                               |
| Серебро | Жан Гутвенигер | Спортивная гимнастика | Мужчины, перекладина                        |
| Серебро | Анри Вернли | Борьба                | Мужчины, вольная борьба, свыше 87 кг        |
| Серебро | Альфонс Гемузеус Вернер Штубер Ханс Бюлер | Конный спорт          | Конкур, командное первенство                |
| Серебро | Ганс Пульвер РудольФ Рамзейер Адольф Реймонд Арон Поллиц Пауль Шмидлин Аугуст Оберхаузер Пауль Фэсслер Макс Абегглен Вальтер Дитрих Роберт Паше Карл Эренбольгер | Футбол                | Мужчины                                     |
| Серебро | Фридрих Хюненбергер | Тяжёлая атлетика      | Мужчины, до 82,5 кг                         |
| Бронза  | Антуан Ребете | Спортивная гимнастика | Мужчины, конь                               |
| Бронза  | Аугуст Гюттингер | Спортивная гимнастика | Мужчины, лазание по канату                  |
| Бронза  | Ханс Гридер Аугуст Гюттингер Жан Гутвенигер Жорж Миз Отто Пфистер Антуан Ребете Карл Видмер Йозеф Вильгельм                                                      | Спортивная гимнастика | Мужчины, командное первенство               |
| Бронза  | Йозеф Шнайдер | Академическая гребля  | Мужчины, одиночки                           |
| Бронза  | Рудольф Боссар Хайнрих Тома | Академическая гребля  | Мужчины, двойки парные                      |
| Бронза  | Эмиль Альбрехт Альфред Пробст Ойген Зигг Ханс Вальтер | Академическая гребля  | Мужчины, четвёрки распашные без рулевого    |
| Бронза  | Отто Мюллер | Борьба                | Мужчины, вольная борьба, до 72 кг           |
| Бронза  | Шарль Куран | Борьба                | Мужчины, вольная борьба, до 87 кг           |
| Бронза  | Йосиас Хартман | Стрельба              | Мужчины, малокалиберная винтовка лёжа, 50 м |
| Бронза  | Артур Райнман | Тяжёлая атлетика      | Мужчины, до 60 кг                           |

## Результаты соревнований

### Академическая гребля
Соревнования по академической гребле проходили на реке Сена в северо-западном предместье Парижа Аржантёе. В зависимости от дисциплины в финал соревнований попадал либо победитель заезда, либо гребцы, занявшие первые два места. В ряде дисциплин спортсмены, пришедшие на предварительном этапе к финишу вторыми, получали право продолжить борьбу за медали в отборочном заезде. В финале участвовали 4 сильнейших экипажа.
Мужчины
| Соревнование | Спортсмены    | Первый раунд | Первый раунд | Первый раунд | Отборочный заезд | Отборочный заезд | Финал  | Финал |
| Соревнование | Спортсмены    | Заезд        | Время        | Место        | Время            | Место            | Время  | Место |
| ------------ | ------------- | ------------ | ------------ | ------------ | ---------------- | ---------------- | ------ | ----- |
| одиночки     | Йозеф Шнайдер | 2            | 7:15,6       | 1 Q          | не участвовал    | не участвовал    | 8:01,1 | 3     |